# Gunung Bunga Perba
Gunung Bunga Perba är ett berg i Indonesien.   Det ligger i provinsen Aceh, i den västra delen av landet, 1 400 km nordväst om huvudstaden Jakarta. Toppen på Gunung Bunga Perba är 330 meter över havet, eller 109 meter över den omgivande terrängen. Bredden vid basen är 1,8 km.
Terrängen runt Gunung Bunga Perba är kuperad åt nordost, men åt sydväst är den platt. Runt Gunung Bunga Perba är det mycket glesbefolkat, med 6 invånare per kvadratkilometer. I omgivningarna runt Gunung Bunga Perba växer i huvudsak städsegrön lövskog.